# 美利軍營
美利軍營（英語：Murray Barracks，又名美利兵房）是香港昔日一個軍營，位於現時香港島中環近金鐘的中銀大廈和花旗銀行大廈之處。當時軍營內的美利樓，就是這個軍營的軍官宿舍。
美利是指佐治·美利（George Murray），為香港開埠時負責全英國軍事工程的人。整個中環有不少軍事設施也以他來命名。軍營則是由英國皇家工兵軍團的哥連臣等人興建。

## 地點
美利軍營位於花園道與紅棉路之間，依山而建，南高北低，對著維多利亞港。士兵居住於南面，軍官則居住在北面的美利樓，即是於皇后大道東（現時的金鐘道一段）旁邊。
美利操場位於軍營之外的花園道旁，現時是長江集團中心的位置；而皇后大道東以北一帶是威靈頓軍營（Wellington Barracks）。至於現時炮台里一帶，則為美利炮台。

## 美利樓
軍官宿舍最初稱為 Officer's Mess，其後改名為美利樓。英軍搬走之後，建築物曾用作差餉物業估價署。1987年3月，該地興建中銀大廈，美利樓被拆，但其組件一直被保存，直至2002年於赤柱重新興建，現作多間餐廳的用途。

## 外部連結
- 美利操場舊址，香港古物古蹟辦事處